# Guerra de Ingria
La guerra de Ingria (en ruso: Шведская интервенция, lit. 'Intervención sueca') entre Suecia y Rusia se dio entre 1610 y 1617, pudiéndose ver como parte del Período Tumultuoso en Rusia. Fue un intento de lograr el trono ruso para un duque sueco. Acabó con una ganancia territorial importante de Suecia acordada en el Tratado de Stolbovo, lo que contribuyó al esplendor de la Edad de Oro sueca.

## Antecedentes
Durante el Período Tumultuoso, Carlos IX de Suecia envió un cuerpo expedicionario bajo el mando de Jacob De la Gardie y Evert Horn con el fin de tomar la fortaleza de Stáraya Ládoga. Al saber que llegaba esta fuerza, los novgorodenses le pidieron al rey de Suecia, que instalara a uno de sus hijos, Carlos Felipe o Gustavo Adolfo como gobernador de la ciudad, y en estas condiciones se sometieron a De la Gardie.
Vasili Shuiski, zar de Rusia, asediado en Moscú por las tropas de Dimitri II y preocupado por la cercana intervención polaca, se alía entonces con Carlos IX, que deseaba una confrontación con Polonia. El zar prometió cederle la Fortaleza de Korela en compensación por la ayuda prestada contra el segundo falso Dimitri y contra los polacos. De la Gardie se junta entonces con las tropas del comandante ruso Mijaíl Skopín-Shuiski y marcha sobre Moscú para liberar al zar.
La involucración de Suecia en los asuntos rusos da a Segismundo III Vasa, rey de la Mancomunidad de Polonia-Lituania, el pretexo para declararle la guerra a Rusia. Los polacos vencen a las tropas ruso-suecas en la batalla de Klúshino, destruyendo la mayor parte de las fuerzas moscovitas. Los mercenarios suecos de De la Gardie se rinden en julio de 1610. El zar es entonces depuesto y el Kremlin de Moscú ocupado por tropas polacas.

## Desarrollo de los combates
En ese tiempo, Gustavo II Adolfo de Suecia sucede a su padre Carlos IX en el trono de Suecia. Anima a su hermano, Carlos Felipe, a reclamar el trono de Rusia para sí, después de que los rusos hayan echado a los polacos de Moscú mediante una insurrección en 1612 y hayan elegido a Mijaíl Románov como zar en 1613.
Mientras que los estadistas de Suecia ven la campaña como una oportunidad de lograr un dominio transbáltico que se extendiera desde Arjánguelsk en el norte hasta Vólogda, al este, los soldados suecos, que ocupan Ingria y Nóvgorod bajo el mando de De la Gardie, lo ven como un pago por su apoyo a los rusos en la campaña. Someten a sitio a Tijvin, pero son rechazados. La contraofensiva rusa no consigue, de todos modos, recuperar Nóvgorod. Miguel I declina enfrentarse con los suecos y la guerra siguió, conquistando en 1614 los suecos Gdov.
En 1615, los suecos asedian Pskov, pero los generales rusos Morózov y Buturlín consiguen mantener la plaza hasta la firma del Tratado de Stolbovo, el 27 de febrero de 1617, que pone fin a la guerra.

## El tratado de Stolbovo
En el Tratado de Stolbovo, el zar cede a Suecia la provincia de Ingria y el condado de Kexholm, con las ciudades de Ivángorod, Jama, Koporye y Shlisselburg y, por tanto, pierde su acceso al mar Báltico. Rusia, además renuncia a toda pretensión sobre Estonia y Livonia, pagando una indemnización de 20 000 rublos. En contrapartida, Gustavo Adolfo devuelve Nóvgorod y Gdov, y reconoce a Miguel I como zar de Rusia.
Rusia, tras este conflicto pierde el acceso al mar durante un siglo, a pesar de sus esfuerzos constantes por revertir la situación. Habrá que esperar a Pedro el Grande y la Gran Guerra del Norte para que Rusia vuelva a tener un acceso al Mar Báltico.